# Trypostega striatula
Trypostega striatula är en mossdjursart som först beskrevs av Smitt 1873.  Trypostega striatula ingår i släktet Trypostega och familjen Trypostegidae.
Artens utbredningsområde är Mexikanska golfen. Inga underarter finns listade i Catalogue of Life.